# Baldassare Cenci (1710-1763)
Pour les articles homonymes, voir Baldassare Cenci.
Baldassare Cenci, iuniore (né en 1710 à Rome, alors capitale des États pontificaux et mort le 2 mars 1763 à Anzio) est un cardinal italien du XVIIIe siècle. 
Il est un neveu du cardinal Baldassare Cenci (1695) et est de la famille des cardinaux Tiberio Cenci et Serafino Cenci.

## Biographie
Baldassare Cenci est chanoine à la basilique du Vatican et secrétaire de la Congrégation de l'Inquisition. 
Le pape Clément XIII le crée cardinal lors du consistoire du 23 novembre 1761. 

### Sources
- Fiche du cardinal Baldassare Cenci sur le site fiu.edu